# 福良徹
福良 徹（ふくら とおる、1978年10月17日 - ）は、徳島県阿南市出身の元プロ野球選手（外野手）。

## 来歴・人物
新野高では1年秋は投手も務めて県大会ベスト4、3年夏に第78回全国高等学校野球選手権大会に出場し、日大山形高との1回戦でセンターからダイレクト送球で補殺。2回戦以降は同じ四国の明徳義塾高にも勝利、3回戦では優勝した松山商に敗れたが、初出場でベスト16まで進出した。一躍注目されると、1996年のドラフト4位で広島東洋カープに指名され入団した。
50mを5秒8で走るほどの俊足が持ち味で、2000年春先に緒方孝市の故障で一時期一軍に上がったものの試合出場はなく、故障にも悩まされ翌2001年限りで引退した。
その後は広島市内の不動産会社に就職している。

## 詳細情報

### 年度別打撃成績
- 一軍公式戦出場なし

### 背番号
- 55 （1997年 - 2001年）